# آرژانتین، ۱۹۸۵
آرژانتین، ۱۹۸۵ (انگلیسی: Argentina, 1985) فیلمی داستانی به کارگردانی سانتیاگو میتره از سال ۲۰۲۲ است. این تریلر سیاسی بر داستان دادستان‌های آرژانتینی خولیو استراسرا و لوئیس مورنو اوکامپو متمرکز است که در سال ۱۹۸۵ مسئول تحقیق و تعقیب مسئولان دیکتاتوری خونین نظامی در کشور خود بودند. نقش‌های اصلی را ریکاردو دارین و پیتر لانزانی بازی کرده‌اند. این فیلم نخستین تولید داخلی آرژانتینی از شرکت آمریکایی آمازون استودیوز است.
این فیلم به عنوان محصول مشترک آرژانتین و ایالات متحده برای نخستین بار در هفتاد و نهمین دوره جشنواره بین‌المللی فیلم ونیز در ۳ سپتامبر ۲۰۲۲ به نمایش درآمد.
این فیلم توانست جایزه بهترین فیلم خارجی گلدن گلوب ۲۰۲۳ را به دست بیاورد.

## طرح داستان
آرژانتین در سال ۱۹۸۵: خولیو استراسرا و دستیارش لوئیس مورنو اوکامپو یک تیم حقوقی جوان را تشکیل می‌دهند تا نخستین محاکمه را علیه ژنرال‌های دیکتاتوری نظامی آرژانتین آماده کنند. آن‌ها پنج ماه فرصت دارند تا مدارک غیرقابل انکار را در مورد جنایات ۹ فرماندهٔ متهم از حکومت نظامی به دادگاه ارائه کنند. قاضیِ رئیس دادگاه برای صدور حکمی «عادلانه» که دیکتاتوریِ نظامی قربانیان خود را از آن منع می‌کرد، فشار می‌آورد. در نتیجه افرادی که در تحقیقات شرکت داشتند به قتل می‌رسند. وکلای امیدوار در معرض تهدید دائمی هستند. استراسرا خطر احتمالی را نادیده می‌گیرد. وکلا در مبارزه‌ای با زمان و برخلاف تمام انتظارات موفق می‌شوند عدالت را برای قربانیان حکومت نظامی اجرا کنند.

## بازیگران
- ریکاردو دارین در نقش خولیو استراسرا
- پیتر لانزانی در نقش لوئیس مورنو اوکامپو
- الخاندرا فلخنر
- نورمن بریسکی در نقش روسو

## تولید
| Ricardo Darín                       |  | Peter Lanzani                          |
| ریکاردو دارین در نقش خولیو استراسرا |  | پیتر لنزانی در نقش لوئیس مورنو اوکامپو |

آرژانتین، ۱۹۸۵ هفتمین فیلم بلند کارگردان آرژانتینی سانتیاگو میتره است که با همکاری همکار قدیمی‌اش ماریانو لیناس، فیلمنامهٔ آن را نوشته‌است. هر دوی این فیلم‌سازان موضوع محاکمهٔ ۱۹۸۵ علیه حکومت نظامی آرژانتین (۱۹۷۶–۱۹۸۳) را بررسی کردند. در طول این محاکمهٔ برجستهٔ بین‌المللی، بیش از ۸۰۰ شاهد احضار شدند و ۲۸۰ پرونده مورد بحث قرار گرفتند، که در آن وکلا خولیو استراسرا و لوئیس مورنو اوکامپو به عنوان دادستان علیه عاملان اصلی «جنگ کثیف» عمل کردند. دولت نظامی بالفعل، متهم به ربودن، شکنجه‌کردن و قتل بین ۱۵٬۰۰۰ تا ۳۰٬۰۰۰ مخالف سیاسی بود که به عنوان «ناپدیدشدگان» شناخته می‌شوند. حکم دادگاه در ۹ دسامبر ۱۹۸۵ صادر شد. خورخه رافائل ویدلا و امیلیو ماسرا، هر دو از اعضای حکومت نظامی اول، به عنوان عاملان اصلی به حبس ابد محکوم شدند، اعضای حکومت دوم به حبس‌های طولانی‌مدت محکوم شدند. اعضای سومین (در زمان لئوپولدو گالتیری) و چهارمین (در زمان رینالدو بیگنون) حکومت، بدون مجازات ماندند. این محاکمه بزرگ‌ترین دادگاهِ جنایات جنگی از زمان دادگاه نورنبرگ علیه نمایندگان برجسته آلمان نازی در دوران ناسیونال سوسیالیست پس از جنگ جهانی دوم در نظر گرفته می‌شود.
کارگردانی میتره به عنوان نخستین تولید داخلی آرژانتینی محسوب می‌شود که توسط شرکت آمریکایی آمازون استودیوز توزیع می‌شود. این فیلم همراه با شرکت‌های لا اونیون ده لوی ریوس، کنیا فیلمز و اینفینیتی هیل تولید شد. ریکاردو دارین در نقش خولیو استراسرا و پیتر لانزانی در نقش لوئیس مورنو اوکامپو برای نقش‌های اصلی قرارداد امضا کردند. ریکاردو دارین همچنین در کنار پسرش چینو دارین تهیه‌کنندگی فیلم را برعهده دارد. فیلم‌برداری در اوت ۲۰۲۱ در محل اصلی دادگاه در آرژانتین آغاز شد.

## انتشار
آرژانتین، ۱۹۸۵ برای نخستین بار در ۳ سپتامبر ۲۰۲۲ در هفتاد و نهمین دوره جشنواره بین‌المللی فیلم ونیز اکران شد. نمایش‌های بیشتری در جشنواره‌های فیلم سن‌سباستین (اواسط سپتامبر) و لندن (اکتبر) برنامه‌ریزی شده‌است.
اکران سینمایی در آرژانتین برای ۲۹ سپتامبر ۲۰۲۲ برنامه‌ریزی شده‌است. این فیلم سه هفته بعد، در ماه اکتبر در سرویس ویدئو به‌درخواست پرایم ویدئو آمازون در دسترس خواهد بود.

## بازخورد
در وبگاه جمع‌آوری نقد راتن تومیتوز، ٪۹۸ از ۴۳ بررسی منتقدان مثبت است و میانگینِ امتیاز آن ۷٫۷/۱۰ است. اجماع این وبگاه چنین می‌نویسد: «عدالت در آرژانتین ۱۹۸۵ اجرا می‌شود، یک درام دادگاهی صلیبی که با شادابی تازه‌ای به زمان‌های تلخ تاریخی می‌تابد.» این فیلم در متاکریتیک که از میانگین وزنی استفاده می‌کند، بر اساس نظر ۱۱ منتقدین امتیاز ۷۸ از ۱۰۰ را کسب کرده که نشان‌گر «نقدهای عموماً مطلوب» است.

### جوایز و نامزدی‌ها
سانتیاگو میتره برای فیلم خود آرژانتین، ۱۹۸۵ برای نخستین بار دعوتنامه‌ای دریافت کرد تا در رقابت شیر طلایی، جایزهٔ اصلی جشنواره فیلم ونیز، شرکت کند. نامزدهای بعدی در جشنواره‌های فیلم در سن‌سباستین (جایزهٔ تماشاگران) و لندن (بهترین فیلم) دنبال می‌شوند.
| جشنواره                       | تاریخ مراسم              | جایزه             | دریافت‌کننده    | نتیجه    | منبع  |
| ----------------------------- | ------------------------ | ----------------- | -------------- | -------- | ----- |
| جشنواره فیلم ونیز             | ۳۱ اوت — ۱۰ سپتامبر ۲۰۲۲ | شیر طلایی         | سانتیاگو میتره | نامزدشده | [ ۶ ] |
| هشتادمین دوره جوایز گلدن گلوب | ۱۰ ژانویهٔ ۲۰۲۳           | بهترین فیلم خارجی | سانتیاگو میتره | برنده    |       |

## برای مطالعهٔ بیشتر
از «آرژانتین، ۱۹۸۵» تا ایران ۱۴۰۱؛ مسیر دشوار دادخواهی و عدالت